# Julián Acuña Galé
Julián Baldomero Acuña Galé (27. února 1900, Camagüey – 24. července 1973, Mexiko) byl kubánský botanik.
Pracoval jako vedoucí výzkumné zemědělské stanice v Santiagu de Las Vegas. Zajímal se hlavně o fytopatologii a zavádění nových odrůd potravin a pícnin. V terénu se zabýval sběrem a popisem nových druhů.